# Dix-Huit Montagnes
Dix-Huit Montagnes é uma das 19 regiões da Costa do Marfim.

## Dados
Capital: Man
Área: 16 600 km²
População: 1 125 800 hab. (2002)

## Departamentos
A região de Dix-Huit Montagnes está dividida em quatro departamentos:
- Bangolo
- Biankouma
- Danané
- Man